# Alessandro Giuntoli
Alessandro Giuntoli (Vernio, 9 luglio 1895 – Firenze, 10 novembre 1980) è stato un architetto italiano.
Ingegnere e Architetto, Ingegnere Capo dell'Ufficio Tecnico del Comune di Firenze 1928-1957.
Giuntoli fu nominato commendatore del Regno d'Italia e successivamente Grand Ufficiale del Regno nel 1934.
Nel 1938 in occasione della visita di Adolf Hitler gli fu conferita la Croce di Ferro. Ufficiale Ten. Col. dell'Aeronautica durante il II conflitto mondiale, dopo la II guerra mondiale e la nascita della Repubblica Italiana fu nominato dal Presidente Einaudi Commendatore della Repubblica nel 1949. Fu soprattutto un grande progettista e organizzatore di opere pubbliche,  l'arch. Giovanni Michelucci collaborò con Ing. Giuntoli per circa 26 anni presso La SFELS (Società Fiorentina per l'Edilizia e Lavori Stradali) a partire dal 1947. 
Alessandro Giuntoli oltre ad essere architetto fu un Ingegnere Meccanico industriale laureato presso il Politecnico di Torino nel 1923. Divenne Architetto nel 1940 dopo aver insegnato presso la neonata Facoltà di Architettura di Firenze dal 1936 al 1940.
Ingegnere Capo dell'Ufficio Tecnico del Comune di Firenze dal 1928 al 1957 , progettò anche molti edifici scolastici, le scuole elementari di Settignano, Rifredi, viale Giannotti, Trespiano a Firenze.
Coniugato con Giuseppina Rossi figlia dell'industriale di cappelli Gioberto Rossi di Montevarchi nel 1928 ebbe un figlio Vanni Giuntoli successivamente Ingegnere Civile e Professore Universitario alla Facoltà di Agraria di Firenze.

## Registro delle opere
- Stadio Giovanni Berta, Firenze, 1930-32 (direzione dei lavori di Pier Luigi Nervi)
- Teatro Comunale Vittorio Emanuele II, Firenze, corso Italia, 1931-32 (in collaborazione con Aurelio Cetica)
- Seminario Minore, colle di Montughi, 1934-35
- Scuola Centrale dei Reali Carabinieri, Firenze, piazza Stazione, via della Scala, 1938-41 (in collaborazione con Aurelio Cetica)
- Scuola Elementare Matteotti di Firenze Rifredi inaugurata da S.M. il RE Vittorio Emanuele III nel 1932.